# 水波风南
水波風南（1979年11月12日—），女性，日本埼玉縣人，著名日本漫畫家。她的作品主要是少女漫畫，其中的《蜜×蜜水果糖》及《今天開始談戀愛》曾被改編成電視動畫。

## 經歷
- 出道作品「実のある彼女」于1999年8月15日「少女コミック」刊載。
- 2009年8月12日在台灣的第10屆漫畫博覽會舉辦第一次的來台簽名會。

## 關於
- 畢業於埼玉縣立大宮高等學校（日语：埼玉県立大宮高等学校）。
- 大學時代主修的第二外語是中文。
- 已于2007年結婚。

## 作品
- 2002年，愛情不二價（全1冊）。
- 2002年，虛構神話~二次強姦（全1話短篇，收錄於愛情不二價中）。
- 2003年，完美拍檔（全1冊）。
- 2003年，戀愛至上主義（全8冊）。
- 2004年，蜜×蜜水果糖（全8冊）。
- 2007年，飼育姬（全1冊）。
- 2005年，真珠的鎖（全2冊）。
- 2007年，狂想水男孩（全3冊）。
- 2008年，今日開始談戀愛（全97話、全15冊，另有番外前、後篇，番外特別篇2篇）。
- 2014年，未成年愛狠大（26話，全5冊）。日文原名：）
- 2016年，弱蟲迷宮（全1話短篇）。
- 2017年，泡戀（全5冊）

## 外部連結
- ，作者本人的Blog。
- 作者于2009年8月16日在台灣的第10屆漫畫博覽會舉辦第一次的來台簽名會用中文向觀眾問好